# U.N.I.T.Y.
U.N.I.T.Y. è un singolo della rapper statunitense Queen Latifah, pubblicato il 9 novembre 1993 come secondo estratto dal terzo album in studio Black Reign.

## Descrizione
Il brano si incentra sulla mancanza di rispetto ricevuta dalle donne nella società, affrontando le tematiche delle molestie di strada, della violenza domestica e degli insulti contro le donne nella cultura hip hop.

## Accoglienza
U.N.I.T.Y. ha vinto un Grammy Award per la miglior interpretazione rap solista.

## Video musicale
Il video musicale del brano è stato diretto da Mark Gerard e comprende un cameo dei Naughty by Nature.

## Classifiche

### Classifiche settimanali
| Classifica (1994) | Posizione massima |
| ----------------- | ----------------- |
| Regno Unito       | 74                |
| Stati Uniti       | 23                |

### Classifiche di fine anno
| Classifica (1994) | Posizione |
| ----------------- | --------- |
| Stati Uniti       | 82        |